# William L. Shirer
William Lawrence Shirer (Chicago, 23. veljače 1904. – 28. prosinca 1993.), američki novinar i povjesničar.
Postao je poznat po javljanjima za CBS (američka radio i TV stanica) iz Berlina za vrijeme Trećeg Reicha do kraja prve godine drugog svjetskog rata, te po svojem obimnom djelu "Uspon i pad Trećeg Reicha", koje opisuje nacističku Njemačku uz pomoć iskustva autora koji je živio u Njemačkoj dobar dio vremena koje opisuje, te uporabu dnevnika nacističkog ministra propagande Goebbelsa i generala Franza Haldera.

## Djela

### Povijest
- "Berlinski dnevnik" (Berlin Diary - 1941.),
- Mid-century Journey (1952.),
- The Challenge of Scandinavia (1955.),
- "Uspon i pad Trećeg Reicha" (The Rise and Fall of the Third Reich - 1960.),
- The Rise and Fall of Adolf Hitler (1961.),
- The Sinking of the Bismarck (1962.),
- The Collapse of the Third Republic (1969.),
- 20th Century Journey (1976.),
- Gandhi: A Memoir (1980.),
- The Nightmare Years (1984.),
- A Native's Return (1990.),
- This is Berlin (1999.).

### Romani
- The Traitor (1950.),
- Stranger Come Home (1954.),
- The Consul's Wife (1956.).